# Szpital Hadassa na Górze Skopus
Szpital Hadassa na Górze Skopus (hebr. בית החולים הדסה הר הצופים; ang. Hadassah University Hospital-Mt. Scopus) – szpital uniwersytecki położony na Górze Skopus w mieście Jerozolima w centralnej części Izraela. Jest częścią Centrum Medycznego Hadassa.

## Położenie
Szpital Hadassa jest położony w północnej części Góry Skopus we Wschodniej Jerozolimie. Ze wschodniego skrzydła szpitala rozciąga się widok na pustynię Judzką w kierunku depresji Morza Martwego.

## Historia

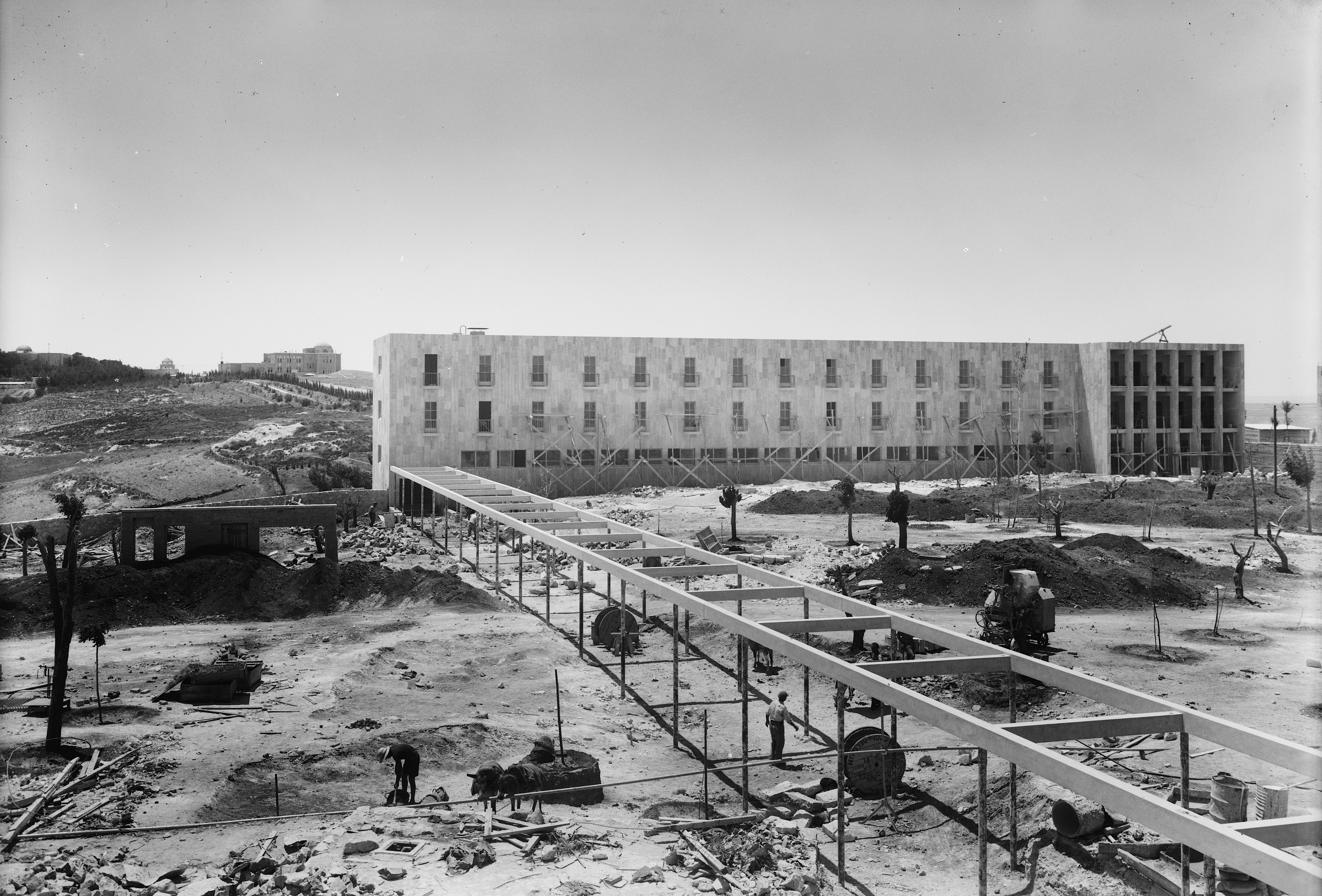
Budowa Szpital Hadassa na Górze Skopus, 1934 r.

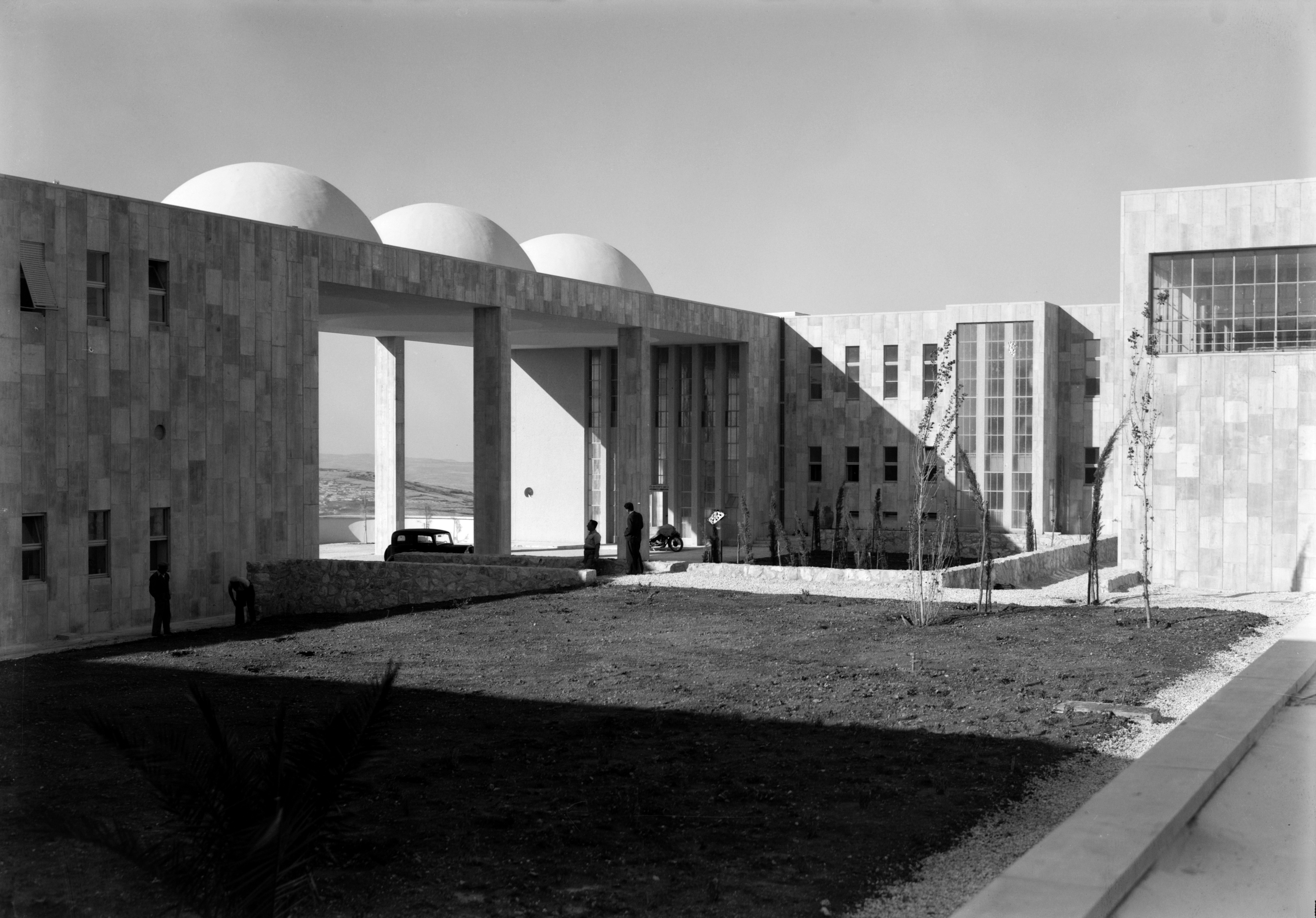
Szpital Hadassa na Górze Skopus, 1939 r.

Syjonistyczna Organizacja Kobiet Ameryki „Hadassa” od 1918 roku była aktywnie zaangażowana w poprawę dostawę do pomocy medycznej w Jerozolimie. Gdy w 1925 roku nastąpiło otwarcie Uniwersytetu Hebrajskiego na Górze Skopus, uwaga większości organizacji syjonistycznych skupiła się na tym miejscu. W 1934 roku architekt Erich Mendelsohn przygotował projekt dużego szpitala klinicznego, który stanowiłby bazę naukowo-dydaktyczną dla mającej powstać na Uniwersytecie Hebrajskim uczelni medycznej. Wszystkie budynki miały być ze sobą połączone krytymi przejściami i ściśle wkomponowane w otoczenie Góry Skopus. W 1936 roku projekt został zaakceptowany i rozpoczęto prace budowlane. Szpital został otworzony w 1938 roku. Mieścił on 300 łóżek dla pacjentów, szkołę pielęgniarską oraz instytut badawczy.
Uchwalona 29 listopada 1947 roku Rezolucja Zgromadzenia Ogólnego ONZ nr 181 zakładała, że na terenie byłego Mandatu Palestyny miały powstać dwa państwa (żydowskie i arabskie) oraz mała międzynarodowa strefa obejmująca Jerozolimę i Betlejem. Strefa międzynarodowa miała pozostawać poza granicami obu państw i być zarządzana przez Narody Zjednoczone, które stawały się gwarantem bezpieczeństwa wszystkich świętych miejsc chrześcijaństwa, islamu i judaizmu w obu miastach. Społeczność żydowska zaakceptowała plan podziału Palestyny, jednak Arabowie odrzucili go i dzień później doprowadzili do wybuchu wojny domowej w Mandacie Palestyny. Już w grudniu 1947 roku siły arabskie przecięły tę drogę, odcinając Górę Skopus od żydowskiej Zachodniej Jerozolimy. W ten sposób, góra stała się izolowaną żydowską enklawą. Obszar góry miał bardzo duże znaczenie strategiczne. Żydowska organizacja paramilitarna Hagana ufortyfikowała wzniesienie, wykorzystując je jako swoją bazę operacyjną i wysuniętą placówkę obserwacyjną. Zrozumiałym więc było, że wszystkie obiekty na Górze Skopus stały się celem arabskich ataków. W dniu 2 marca 1948 roku operator Szpitala Hadassa odebrał telefon od arabskiego rozmówcy, który ostrzegał, że w ciągu 90 minut szpital zostanie wysadzony. Do eksplozji nie doszło, ale dla strony żydowskiej stały się jasne intencje Arabów. Na konferencji prasowej w dniu 17 marca, dowódca sił arabskich w Jerozolimie, Abd al-Kadir al-Husajni zagroził zdobyciem i zniszczeniem Szpitala Hadassa i Uniwersytetu Hebrajskiego. Oświadczył on: „Ponieważ Żydzi atakują nas i wysadzają domy z kobietami i dziećmi, korzystając z baz w Szpitalu Hadassa i Uniwersytecie Hebrajskim, wydałem rozkaz zajęcia, a nawet zburzenia ich”.
Na porządku dziennym były przypadki ostrzelania pojazdów poruszających się po drodze do Góry Skopus. Konwoje z zaopatrzeniem będą chronione przez brytyjskich żołnierzy. Międzynarodowy Komitet Czerwonego Krzyża złożył propozycję, aby Szpital Hadassa funkcjonował pod jego flagą. Postawił przy tym warunek, że obszar Góry Skopus musi być strefą zdemilitaryzowaną, na co strona żydowska nie wyraziła zgody. Żydzi zdawali sobie przy tym sprawę z istniejących zagrożeń. Przygotowali nawet plan ewentualnej ewakuacji, który był jednak uzależniony od zapewnienia przez Brytyjczyków ochrony. W przeciwnym razie, jedyną alternatywą pozostawało przyjęcie oferty Czerwonego Krzyża. Z tego powodu przygotowano duży konwój, który wraz z zaopatrzeniem i posiłkami miał 13 kwietnia 1948 roku dotrzeć do enklawy na Górze Skopus. Wpadł on jednak w zasadzkę i doszło do masakry konwoju medycznego Hadassa (zginęło 79 osób, w tym lekarze, pielęgniarki, pacjenci i pracownicy naukowi). W konsekwencji, na początku maja 1948 roku brytyjscy żołnierze przeprowadzili ewakuację 700 pacjentów i personelu medycznego. Na miejscu pozostawiono niewielki personel i około 50 miejsc szpitalnych. Gdy 14 maja 1948 roku wybuchła I wojna izraelsko-arabska, sytuacja w całym obszarze bardzo się pogorszyła. Pod koniec maja Szpital Hadassa zupełnie zawiesił działalność. Nie docierały do niego żadne dostawy, ale na miejscu wciąż pozostawała niewielka liczba lekarzy i studentów. W dniu 7 lipca 1948 roku, na dzień przed końcem pierwszego rozejmu, dowódcy wojskowi Sił Obronnych Izraela zawarli porozumienie z dowództwem Legionu Arabskiego w sprawie demilitaryzacji Góry Skopus. Nad całością obszaru opiekę roztoczyła Organizacja Narodów Zjednoczonych, zezwalając na obecność 84 izraelskich i 46 jordańskich policjantów. Niniejsza umowa pozostała w mocy do końca wojny i została potwierdzona przez zawarty w kwietniu 1949 roku rozejm izraelsko-jordański. Określał on, że teren Szpitala Hadassa i Uniwersytetu Hebrajskiego będzie stanowić zdemilitaryzowaną enklawę izraelską. Nadzór nad jej bezpieczeństwem sprawowały międzynarodowe siły UNTSO. Wschodnia Jerozolima stała się częścią Jordanii. Co dwa tygodnie na Górę Skopus docierał konwój trzech izraelskich pojazdów, dowożąc zaopatrzenie i nową zmianę policjantów. W tutejszych instytucjach naukowych mogło pracować 35 pracowników izraelskich. Funkcjonowanie szpitala na Górze Skopus było niemożliwe i organizacja Hadassa otworzyła w 1961 roku nowy Szpital Hadassa w Ein Kerem.
Gdy w 1967 roku wybuchła wojna sześciodniowa, izraelscy żołnierze przejęli kontrolę nad całą Wschodnią Jerozolimą. W ten sposób została zniesiona blokada enklawy Góry Skopus. Niemal natychmiast postanowiono rewitalizować tutejszy szpital. Zadanie nie było proste, gdyż opuszczone budynki uległy poważnym zniszczeniom. Poza tym upływ czasu spowodował, że zmieniło się spostrzeganie w projektowaniu obiektów szpitalnych. Nastąpił także duży postęp w technologii, co powodowało, że istniejące budynki były już bardzo przestarzałe. Architekt Jakub Rechter opracował nowy projekt, który przewidywał przebudowę całego kompleksu szpitalnego. Z punktu widzenia praktyczności, lepiej było wyburzyć stare budynki i wybudować nowy szpital, ale postanowiono zachować stare struktury, które miały znaczenie symboliczne i historyczne dla jerozolimskich Żydów. Przebudowa była bardzo długa i niezwykle skomplikowana. Całkowicie zmieniono rozkład pomieszczeń wewnątrz budynków, dodając nowoczesne systemy elektryczne, wodno-kanalizacyjne i klimatyzację. Nowe budynki dopasowano pod względem architektonicznym do już istniejących struktur. Szpital został ponownie otwarty w 1975 roku i jest dostępny dla wszystkich pacjentów, bez względu na różnice. Ponad jedna trzecia pacjentów to Arabowie.

## Oddziały szpitalne
Szpitalny oddział ratunkowy obsługuje północną i wschodnią część Jerozolimy, oraz sąsiednie miasta Ma’ale Adummim i Giwat Ze’ew. Oddział udziela pilnej pomocy medycznej średnio dla ponad 50 tys. pacjentów rocznie. Cięższe przypadki, które wymagają specjalistycznej pomocy neurochirurgicznej lub chirurgii serca, są przekazywane w razie potrzeby do Szpitala Hadassa w Ein Kerem.
Szpital posiada duży oddział geriatrii, który oferuje kompleksową diagnozę, terapię medyczną i aktywną rehabilitację. Na oddziale wewnętrznym znajdują się między innymi następujące specjalizacje: chirurgia, kardiologia, reumatologia, gastroenterologia oraz instytut dializ. Oddział ginekologii i położnictwa obsługuje wszystkie problemy zdrowotne kobiet. Oddział neonatologii przyjmuje rocznie poród około 1 tys. wcześniaków - ponad 250 z nich wymaga intensywnej opieki medycznej. Stosuje się tutaj innowacyjne techniki oddechowe z wykorzystaniem najnowocześniejszego sprzętu medycznego na świecie. Klinika pediatrii na Górze Skopus jest największym szpitalnym oddziałem dziecięcym w mieście. Posiada ona wydzielone oddziały dla wcześniaków, chirurgii dziecięcej, psychologii dziecka i fizjoterapii. Centrum Rodzinne Eli Dover zajmuje się dziećmi przewlekle chorymi. Ważne miejsce zajmuje oddział rehabilitacji i fizjoterapii, który zajmuje się leczeniem urazów neurologicznych, ortopedycznych i innych. Oddział chirurgii oferuje innowacyjne metody leczenia, z wysokim odsetkiem zabiegów nieinwazyjnych. Oddział patologii świadczy usługi dla instytutów badawczych, aby opracowywać nowe metody leczenia. Badania umożliwiają postawienie właściwej diagnozy. Tutejsze laboratoria przeprowadzają wiele specjalistycznych badań.

## Transport
W sąsiedztwo szpitala można dojechać autostradą nr 1 i drogą ekspresową nr 60, z których trzeba zjechać na Górę Skopus w Jerozolimie. Dojazd jest dwupasmową ulicą Churchilla. Na północny zachód od szpitala znajduje się lądowisko dla helikopterów medycznych.